# Luigi Raffaele De Ferrari
Luigi Raffaele De Ferrari, duca di Galliera, principe di Lucedio (Genova, 6 luglio 1803 – Genova, 23 novembre 1876), è stato un nobile, imprenditore, filantropo e politico italiano.
Di famiglia aristocratica, fu Senatore del Regno di Sardegna ed ebbe il titolo di Duca di Galliera dal 18 settembre 1838 per volontà di papa Gregorio XVI. Il titolo fu riconosciuto da Carlo Alberto di Savoia il 18 luglio 1843. Il 20 marzo 1875 venne nominato Principe di Lucedio.
Fece la sua fortuna economica a Parigi, dove visse a lungo. Nella capitale francese si era autoesiliato in seguito ad un grave incidente che lo vide involontario protagonista: fu infatti responsabile della morte di un domestico che uccise con un colpo d'arma da fuoco partito accidentalmente durante un'operazione di manutenzione e pulizia dell'arma per il quale venne mitemente condannato a tre mesi di arresti domiciliari, ma l'ostilità della popolazione crebbe e lo spinse ad andare via.
La sua vita fu funestata dalla morte precoce di due dei tre figli, mentre il terzo ripudiò il nome del casato, ponendo fine alla dinastia.

## Biografia
Sposò Maria Brignole Sale quando questa era diciassettenne: da essa ebbe tre figli, Livia, Andrea, Filippo.
Figlio di Andrea De Ferrari e di Livia Ignazia Pallavicino, era nipote dell'omonimo doge della Repubblica di Genova Raffaele Agostino De Ferrari.
Dopo trattative - durate dieci anni - con Giuseppina di Leuchtenberg aveva acquistato da costei il ducato di Galliera con atto rogato il 4 novembre 1837, cui era stato regio assenso previo da re Carlo Alberto (essendo il De Ferrari suddito sardo) con lettere patenti datate 23 dicembre 1834. Il ducato comprendeva svariate tenute nel bolognese e Palazzo Caprara a Bologna. Papa Gregorio XVI autorizzò il De Ferrari ad assumere il titolo di duca di Galliera (ereditario in linea maschile primogenita) con breve del 18 settembre 1838, mentre Carlo Alberto lo autorizzò a utilizzare il titolo negli Stati Sardi con lettere patenti del 18 luglio 1843.
Di professione banchiere, venne eletto Decurione di Genova nel 1848. È ricordato per la sua figura di mecenate.
Fu nominato senatore il 18 novembre 1858 (prestò giuramento il 19 gennaio dell'anno successivo) ma una prima nomina a questa carica, tuttavia poi non convalidata, era avvenuta il 18 dicembre 1849.
Attivo particolarmente, oltre che nell'àmbito creditizio, anche nel settore dell'allora nascente sistema ferroviario europeo (di cui fu finanziatore), ricoprì importanti cariche nei consigli di amministrazione di varie società.
Possedendo la tenuta dell'ex abbazia di Lucedio, da lui acquistata nel 1861, ottenne da re Vittorio Emanuele II il titolo di principe di Lucedio (per maschi primogeniti) con regio decreto di motu proprio datato 20 marzo 1875 e regie lettere patenti di autorizzazione all'uso datate 29 agosto 1875.

## Banchiere e mecenate
Il suo profilo biografico di uomo politico e mecenate è tracciato nella commemorazione funebre compiuta al Senato il 27 dicembre 1876. In essa si ricordava come nel 1837 avesse acquisiti 

A Parigi 

Riguardo al suo mecenatismo, si sottolineò in quella circostanza la sua capacità di tesaurizzare: 

È dell'anno precedente la 
E a proposito del suo intervento a favore del porto di Genova, per le mutate condizioni del commercio marittimo, venne ricordato che: «all'uopo stimavasi indispensabile un ponderoso dispendio; al quale l'erario pubblico e il municipio genovese, da soli, non vedeano modo di sopperire. Or ecco il Duca di Galliera offrire del proprio allo Stato, affinché si sobbarchi all'impresa, nientemeno che venti milioni delle nostre lire. Quinci, stipulata la convenzione fra il Governo del Re e il liberalissimo donatore, fu nel giugno 1876 stanziata la legge che, indette le norme per l'ampliamento e la sistemazione del porto, e tenuto conto dei venti milioni, ha predisposta l'allibrazione delle somme che occorrono ne' bilanci de' lavori pubblici dal 1876 al novantuno».
Aggiunse l'oratore: «Le due Camere del Parlamento decretarono al Duca di Galliera solennissime azioni di grazie: il Re ne scrisse il nome nell'Albo de' suoi cugini, i Cavalieri del supremo Ordine dell'Annunziata, e gli aggiunse eziandio il predicato di Principe di Lucedio».
Assieme alla moglie, De Ferrari abitò la villa di famiglia dei Brignole Sale.
Ricordato per le sue attività munifiche a beneficio della città natale e in particolare del suo porto, è intitolata al suo nome dal 1875, un anno prima della sua morte, la principale piazza del capoluogo ligure, piazza De Ferrari, la medesima nella quale sorge l'Accademia Ligustica di Belle Arti di cui fu promotore.
È sepolto nel santuario della Madonna delle Grazie, nel quartiere di Voltri.

## Il monumento

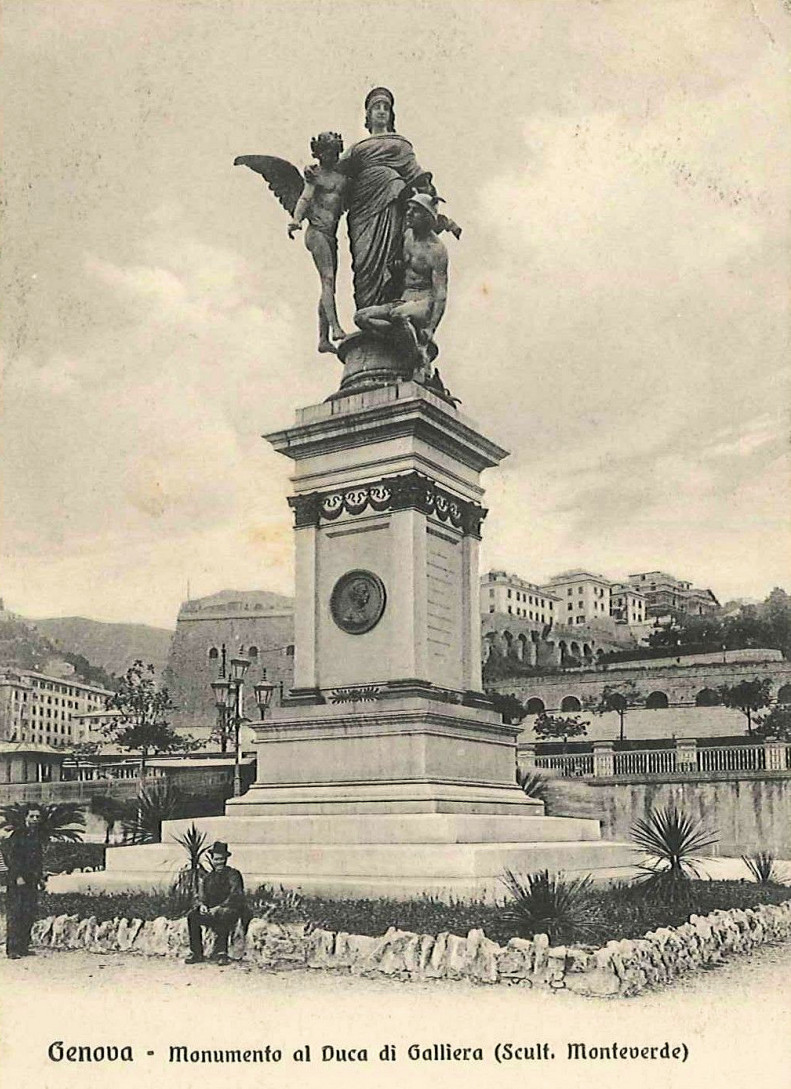
Monumento al Duca di Galliera a Genova

Nel 1896 lo scultore Giulio Monteverde realizzò un complesso commemorativo in bronzo a ricordo della figura di Raffaele De Ferrari. Alto sei metri e largo tre, raffigura una donna (simboleggiante Genova) con un Cupido da un lato e Mercurio dall'altro.
Il monumento fu al centro nel 2006 di una polemica stampa a causa del degrado cui è stato soggetto. Dopo essere stato rimosso nell'ottobre 1989 dal piazzale antistante la Stazione marittima, al porto di Genova, il monumento è stato messo in custodia, in attesa di trovarne una nuova collocazione, in un deposito di materiali del Comune, in val Polcevera. Il comune stanziò 131.000 euro per il restauro della statua, che però fu mutilata da alcuni vandali.
I lavori di restauro del monumento sono iniziati nel 2013, e nel 2017 si è deciso di collocarlo in fondo a via Corsica, nel quartiere di Carignano, di fronte alla diga foranea da lui finanziata. I lavori sono stati completati nel 2018, quando la statua e il suo piedistallo sono stati collocati nella loro nuova sistemazione.